# Eidgah-Moschee

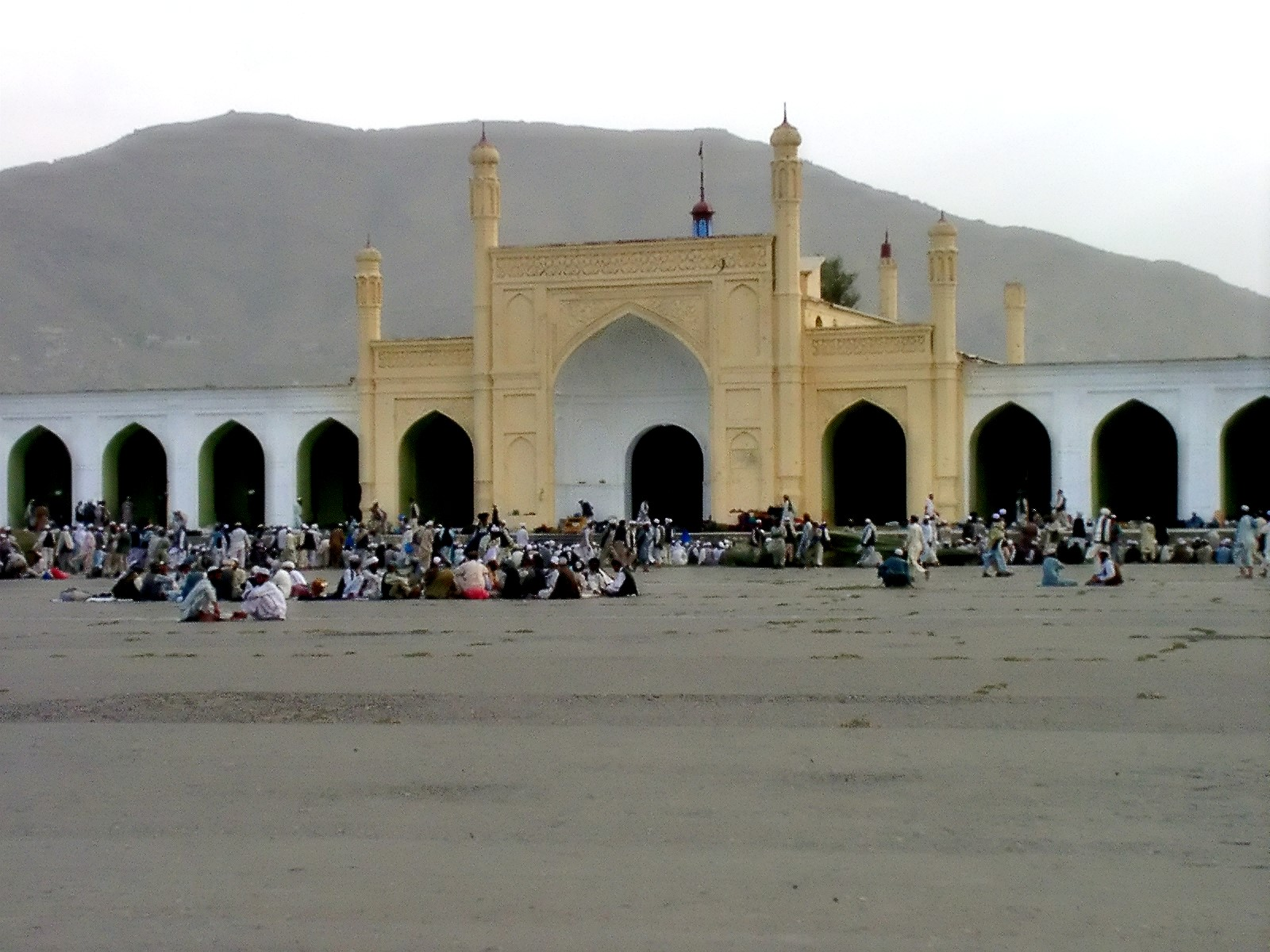
Eidgah-Moschee

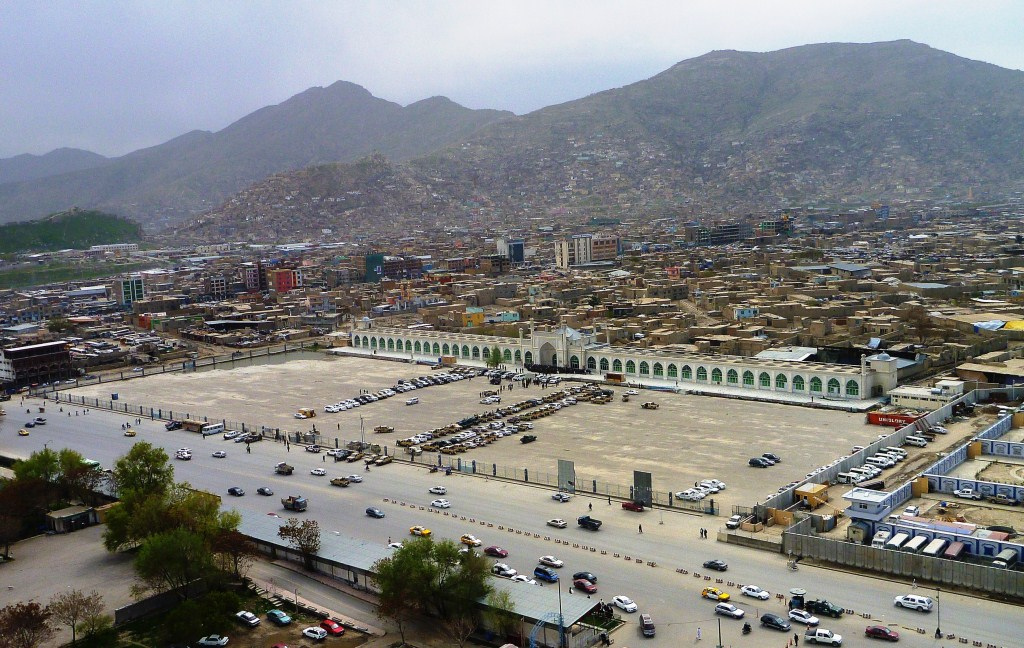
Eidgah-Moschee und Umgebung

Die Eidgah-Moschee ist eine Moschee in der Stadt Kabul in Afghanistan. Die Moschee ist die zweitgrößte in Kabul und gilt als wichtigstes islamisches Gotteshaus des Landes, in der zweimal im Jahr eine Million Menschen das Eid-Gebet verrichten. Sie befindet sich in der Nähe der Mahmud-Khan-Brücke und des Nationalstadions im östlichen Teil der Stadt, im Shar-e-barq von Kabul, einem der wohlhabenderen Viertel der Stadt. Der Eidgah ist ein offener Platz, auf dem sich die Menschen während nationaler und religiöser Feierlichkeiten versammeln. Die Freifläche wird auch als Parkplatz für Lastwagen genutzt, die Waren von und nach Peschawar transportieren.

## Geschichte
In den meisten Berichten heißt es, dass Babur, Gründer des Mogulreichs, den Bau dieser Moschee zur Verherrlichung des Islams im 16. Jahrhundert anordnete. Er ließ seine Krieger kostbare Steine aus dem Punjab, Sindh und den umliegenden Gebieten herbeischaffen und ließ von persischen Architekten ein Bauwerk für seine Untertanen in Kabul errichten. Andere Quellen besagen, dass Jahangir, vierter Großmogul des Mogulreichs, der ursprüngliche Erbauer dieser Moschee im 17. Jahrhundert war.
Die Moschee war Schauplatz religiöser Feste und Zeremonien, staatlicher Veranstaltungen wie Krönungen und priesterlicher religiöser Zeremonien in Anwesenheit von Königen und Emiren. Emir Abdur Rahman Khan ließ sie im Jahr 1893 oder früher in großem Umfang renovieren. Von dieser Moschee aus rief Emir Amanullah Khan 1919 die Unabhängigkeit seines Landes aus.
Die Eidgah-Moschee wurde als Ziel eines Anschlags genannt, als am 10. Februar 2006 zwei Verdächtige festgenommen wurden, in deren Fahrzeug 8 kg Sprengstoff gefunden wurden.
Am 4. Oktober 2021 führte der IS-Khorasan einen Bombenanschlag nahe dem Tor der Moschee auf die Trauerfeier für die Mutter eines hochrangigen Taliban-Funktionärs durch. Es soll mindestens zwölf Tote und mehr als 32 Verletzte gegeben haben. Es war der erste Bombenanschlag gegen hochrangige Taliban durch den IS-Khorasan überhaupt.